# Diospyros insidiosa
Diospyros insidiosa är en tvåhjärtbladig växtart som beskrevs av Bakh. Diospyros insidiosa ingår i släktet Diospyros och familjen Ebenaceae. Inga underarter finns listade i Catalogue of Life.